# Kathrin Moosdorf
Kathrin Moosdorf (* 1981 in Aachen) ist eine deutsche Politikerin (Bündnis 90/Die Grünen). Sie ist seit 2023 Senatorin für Klima, Umwelt und Wissenschaft der Freien Hansestadt Bremen.

## Leben
Moosdorf wuchs in ihrer Geburtsstadt Aachen auf. An der dortigen RWTH studierte sie Politikwissenschaft. Sie schloss das Studium 2006 mit dem Magister ab. Anschließend war sie sechs Jahre lang hauptamtliche Vorsitzende der Pfadfinderinnenschaft St. Georg, ab 2008 war sie zudem Mitglied des Vorstandes des Deutschen Bundesjugendrings. Von 2014 bis 2015 war sie Bundesgeschäftsführerin der Naturschutzjugend im NABU. Von 2015 bis 2023 war sie Geschäftsführerin des Bremer Landesverbandes des Deutschen Kinderschutzbundes.

## Politik
Moosdorf ist seit 2010 Mitglied von Bündnis 90/Die Grünen.
Am 5. Juli 2023 wurde Moosdorf von der Bremer Bürgerschaft zur Senatorin für Klima, Umwelt und Wissenschaft des Landes Bremen gewählt.